# Serie B i fotboll 1974/1975

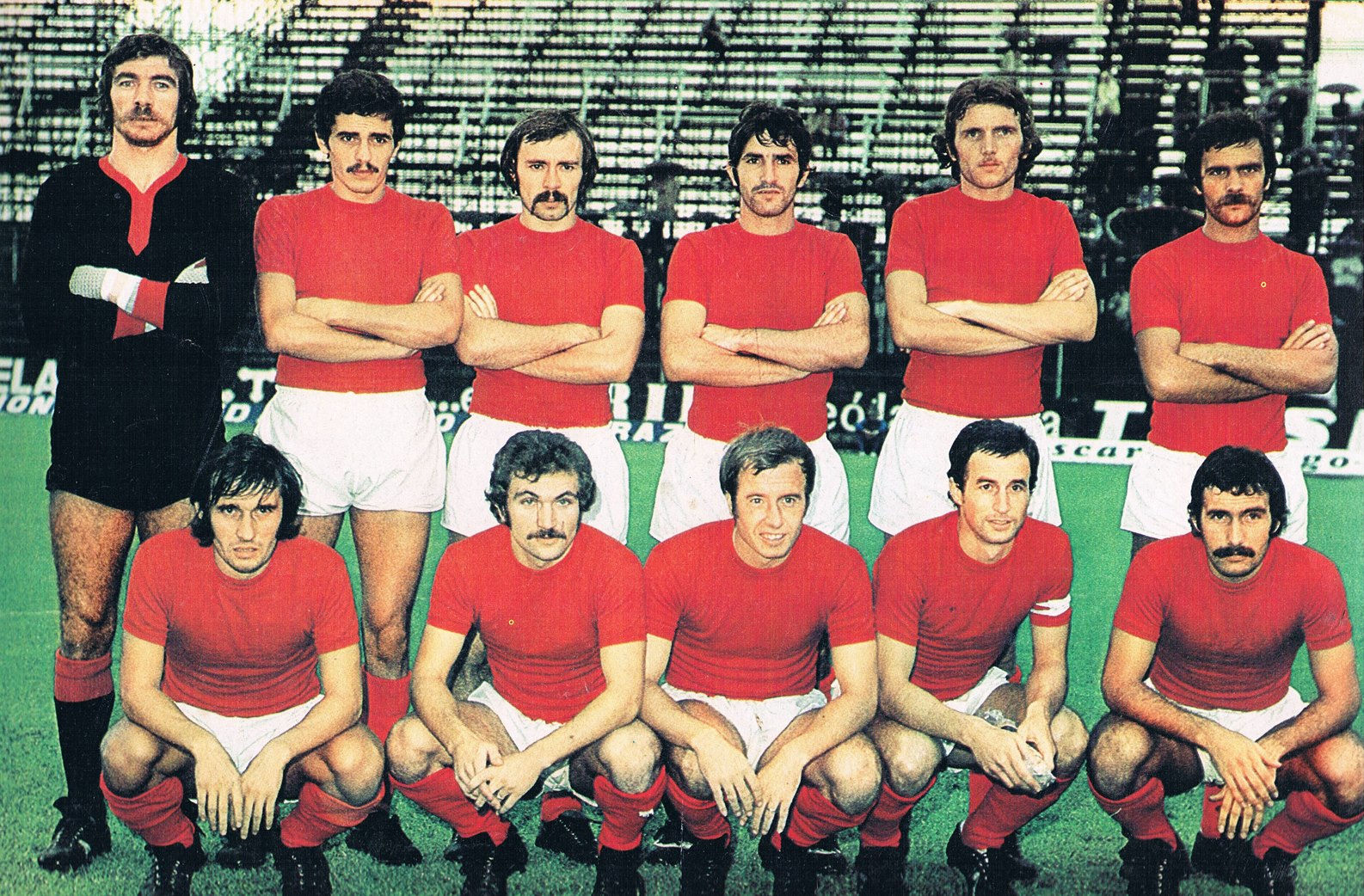
Perugia 1974/1975

Serie B i fotboll 1974/1975 innebar att Perugia, Como, och Verona gick till Serie A.

## Slutställning
| P   | Team           | Spelade | Vinst | Oavgjort | Förlust | Gjorda mål | Insläppta mål | Målskillnad | Poäng | Notering          |
| --- | -------------- | ------- | ----- | -------- | ------- | ---------- | ------------- | ----------- | ----- | ----------------- |
| 1.  | Perugia        | 38      | 17    | 15       | 6       | 44         | 27            | +17         | 49    | Till Serie A      |
| 2.  | Como           | 38      | 18    | 10       | 10      | 40         | 23            | +17         | 46    | Till Serie A      |
| 3.  | Verona         | 38      | 16    | 13       | 9       | 39         | 30            | +9          | 45    | Uppflyttningskval |
| 3.  | Catanzaro      | 38      | 13    | 19       | 6       | 27         | 18            | +9          | 45    | Uppflyttningskval |
| 5.  | Palermo        | 38      | 13    | 17       | 8       | 31         | 25            | +6          | 43    |                   |
| 6.  | Atalanta       | 38      | 14    | 11       | 13      | 37         | 36            | +1          | 39    |                   |
| 7.  | Foggia         | 38      | 10    | 18       | 10      | 31         | 35            | -4          | 38    |                   |
| 7.  | Genoa          | 38      | 14    | 10       | 14      | 31         | 33            | -2          | 38    |                   |
| 9.  | Brescia        | 38      | 10    | 17       | 11      | 24         | 28            | -4          | 37    |                   |
| 10. | Pescara        | 38      | 9     | 18       | 11      | 37         | 38            | -1          | 36    |                   |
| 10. | Sambenedettese | 38      | 13    | 10       | 15      | 36         | 43            | -7          | 36    |                   |
| 12. | SPAL           | 38      | 13    | 9        | 16      | 38         | 42            | -4          | 35    |                   |
| 12. | Taranto        | 38      | 10    | 15       | 13      | 24         | 34            | -10         | 35    |                   |
| 12. | Novara         | 38      | 10    | 15       | 13      | 30         | 33            | -3          | 35    |                   |
| 12. | Brindisi       | 38      | 11    | 13       | 14      | 32         | 38            | -6          | 35    |                   |
| 16. | Avellino       | 38      | 11    | 12       | 15      | 33         | 29            | +4          | 34    |                   |
| 16. | Reggiana       | 38      | 9     | 16       | 13      | 33         | 36            | -3          | 34    | Nedlyttningskval  |
| 16. | Alessandria    | 38      | 9     | 16       | 13      | 35         | 38            | -3          | 34    | Nedlyttningskval  |
| 19. | Arezzo         | 38      | 9     | 15       | 14      | 35         | 44            | -9          | 33    | Till Serie C      |
| 20. | Parma          | 38      | 9     | 15       | 14      | 30         | 37            | -7          | 30    | Till Serie C      |

## Skiljematcher

### Uppflyttningskval
| Lag 1     | Resultat | Lag 2  |
| Catanzaro | 0–1      | Verona |

Verona uppflyttade till Serie A.

### Nedlyttningskval
| Lag 1       | Resultat | Lag 2    |
| Alessandria | 1–2      | Reggiana |

Alessandria nedflyttade till Serie C.